# Giovanni Francesco Busenello
Giovanni Francesco Busenello (* 24. September 1598 in Venedig; † 27. Oktober 1659 in Legnaro bei Padua) war ein italienischer Jurist, Librettist und Dichter.

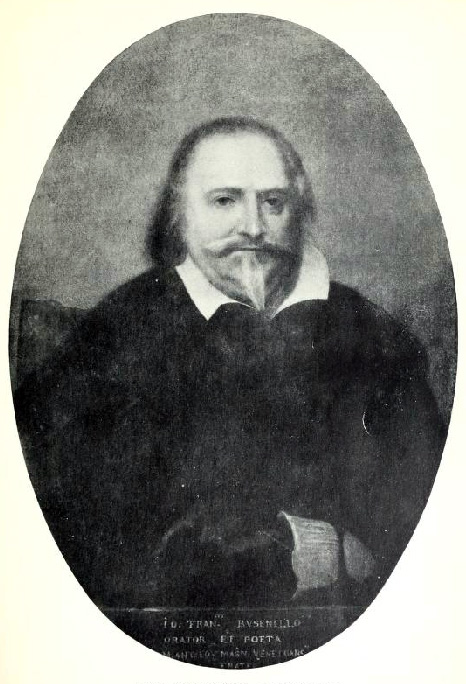
Giovanni Busenello, etwa 1630

Busenello stammte aus angesehener venezianischer Familie und studierte Jura an der Universität Padua, wo er aber auch u. a. Paolo Sarpi und Cesare Cremonini hörte. Ab 1623 war er als Anwalt in Venedig tätig. Daneben war er Vikar. Zeitweise war er auch venezianischer Botschafter in Mantua. Er war Mitglied mehrerer literarischer Akademien, den Umoristi, Imperfetti und insbesondere der für die Entwicklung der Oper wichtigen Accademia degli Incogniti.
Zu seiner Zeit erlebte die Oper in Venedig einen großen Aufschwung. Er schrieb Opernlibretti für Francesco Cavalli und Claudio Monteverdi. Sein Libretto für Gli amori d’Apollo e di Dafne (1640) von Cavalli beruhte auf dem Schäferroman Il Pastor Fido von Giovanni Battista Guarini. Weitere Opern für Cavalli waren La Didone (1641), La proserpita infelice di Giulio Cesare dittatore (1646, die Oper ist verschollen) und Statira, Prinzessin von Persien (1655). Für Monteverdi, der Busenello durch seinen Schüler Cavalli kennenlernte, schrieb er kurz vor dessen Tod L’incoronazione di Poppea (1642), ein frühes Opern-Meisterwerk, dessen Libretto nicht mythologischen, sondern historischen Vorlagen (Tacitus) folgt und sich durch die psychologische Vielschichtigkeit der Charaktere auszeichnet. Busenello schrieb auch einige Romane, in der er das lockere Leben im Venedig seiner Zeit schildert.